# 認識的妻子 (日本電視劇)
《認識的妻子》是日本富士電視台於2021年1月7日起在週四劇場時段播出的連續劇，改編自韓國tvN同名電視劇，由大倉忠義主演。香港由Viu自1月7日起同步播出。

## 登場人物

### 劍崎家
- 劍崎元春：大倉忠義（香港配音：張振熙）

青井銀行世田谷分行融資課主任。
- 劍崎澪／建石澪：廣瀨愛麗絲（香港配音：何凱怡）

元春的妻子，育有兩個孩子，舊姓建石。
- 劍崎佐織：宮崎莉里沙（香港配音：吳茵）

元春和澪的女兒。
- 劍崎啓太：濱田碧生（香港配音：楊樂瑤）

元春和澪的兒子。

### 青井銀行世田谷分行
- 津山千晴：松下洸平（香港配音：郭俊廷）

青井銀行世田谷分行融資課主任，元春的同期好友。
- 篠原恭介：末澤誠也（Aぇ! group）（香港配音：張添勝）

青井銀行世田谷分行融資課的新人，元春的後輩。
- 尾形惠海：佐野日向子（香港配音：植婉雯）

青井銀行世田谷分行櫃檯人員，元春的同事。
- 樋口靜香：安藤妮可（香港配音：王夢華）

青井銀行世田谷分行櫃檯人員。
- 西徹也：MAGY（香港配音：郭浩勤）

青井銀行世田谷分行融資課長，元春的上司。
- 小谷司：貓背椿（香港配音：吳茵）

青井銀行世田谷分行櫃檯課長。
- 宮本和弘：岡山一（香港配音：楊耀泰）

青井銀行世田谷分行店長。

### 元春的相關人物
- 劍崎渚：川榮李奈（香港配音：楊樂瑤）

元春的小5歲妹妹。
- 木田尚希：森田甘路（香港配音：陳啟熾）

元春的親友。
- 江川沙也佳／劍崎沙也佳：瀧本美織（香港配音：陳雪瑩）

元春大學時期的後輩，大企業的千金。
- 小池良治：生瀨勝久（香港配音：李家傑）

令元春穿越時空的神祕男子。

### 澪的相關人物
- 建石久惠：片平渚（香港配音：王夢華）

澪的母親。
- 建石：安積昌宏

已去世，澪的父親。

### 其他人物
- 灑水淋到元春的清潔工：倉橋秀美（香港配音：吳茵）
- 上原邦光：小關裕太（香港配音：陳漢祺）

花店職員，對沙也佳有好感。
- 江川英彥：山田明鄉（香港配音：楊耀泰）

西急集團社長，沙也佳的父親。
- 西鄉：小松利昌（香港配音：郭湛深）

為難澪的客人。
- 江川里洋子：兔本有紀（香港配音：植婉雯）

沙也佳的母親
- 乘客：勝倉惠子（香港配音：王夢華）

澪為其執拾物品的老婦。
- 龜田俊二：內田滋（香港配音：陳啟熾）

江川社長推薦的客戶。
- 沙也佳的學生：越後はる香（香港配音：植婉雯）
- 被企圖詐騙的客戶：朝加真由美（香港配音：楊樂瑤）
- 元春於關西的朋友：丸山隆平（香港配音：陳漢祺）

## 製作人員
- 原作：《認識的妻子》（韓國tvN製作、編劇：楊熙勝）
- 編劇：橋部敦子
- 主題曲：關西傑尼斯8〈キミトミタイセカイ〉（INFINITY RECORDS）
- 編成企劃：狩野雄太（富士電視台編成部）
- 製作人：貸川聰子（共同電視）
- 導演：土方政人、山内大典、木村真人
- 音樂：河野伸
- 製作：富士電視台
- 製作著作：共同電視

## 播出日程
| 集數                                                                      | 播出日期 | 標題 | 導演     | 收視率 |
| ------------------------------------------------------------------------- | -------- | ---- | -------- | ------ |
| 第1話                                                                     | 1月7日   |      | 土方政人 | 6.1%   |
| 第2話                                                                     | 1月14日  |      | 土方政人 | 7.0%   |
| 第3話                                                                     | 1月21日  |      | 山内大典 | 6.5%   |
| 第4話                                                                     | 1月28日  |      | 山内大典 | 7.6%   |
| 第5話                                                                     | 2月4日   |      | 土方政人 | 7.8%   |
| 第6話                                                                     | 2月11日  |      | 木村真人 | 7.8%   |
| 第7話                                                                     | 2月18日  |      | 山内大典 | 7.6%   |
| 第8話                                                                     | 2月25日  |      | 土方政人 | 7.6%   |
| 第9話                                                                     | 3月4日   |      | 木村真人 | 7.6%   |
| 第10話                                                                    | 3月11日  |      | 山内大典 | 7.6%   |
| 最終話                                                                    | 3月18日  |      | 土方政人 | 8.9%   |
| 平均視聴率 7.4%（收視率由Video Research調查關東地區、家戶的即時統計資料） |          |      |          |        |

## 外部連結
- 官方网站（日語）
- 認識的妻子的X（前Twitter）（日語）
- 認識的妻子的Instagram帳戶（日語）

| 日本 富士電視台 木曜劇場                  | 日本 富士電視台 木曜劇場             | 日本 富士電視台 木曜劇場 |
| ----------------------------------------- | ------------------------------------ | ------------------------ |
|                                           | 認識的妻子 （2021年1月7日－3月18日） |                          |
| 魯邦的女兒2 （2020年10月15日 - 12月10日） | 戀愛漫畫家 （2021年4月8日－6月17日） |                          |